# Cremnophora angasii
Cremnophora angasii là một loài bướm đêm trong họ Noctuidae.